# Condado de Mulan

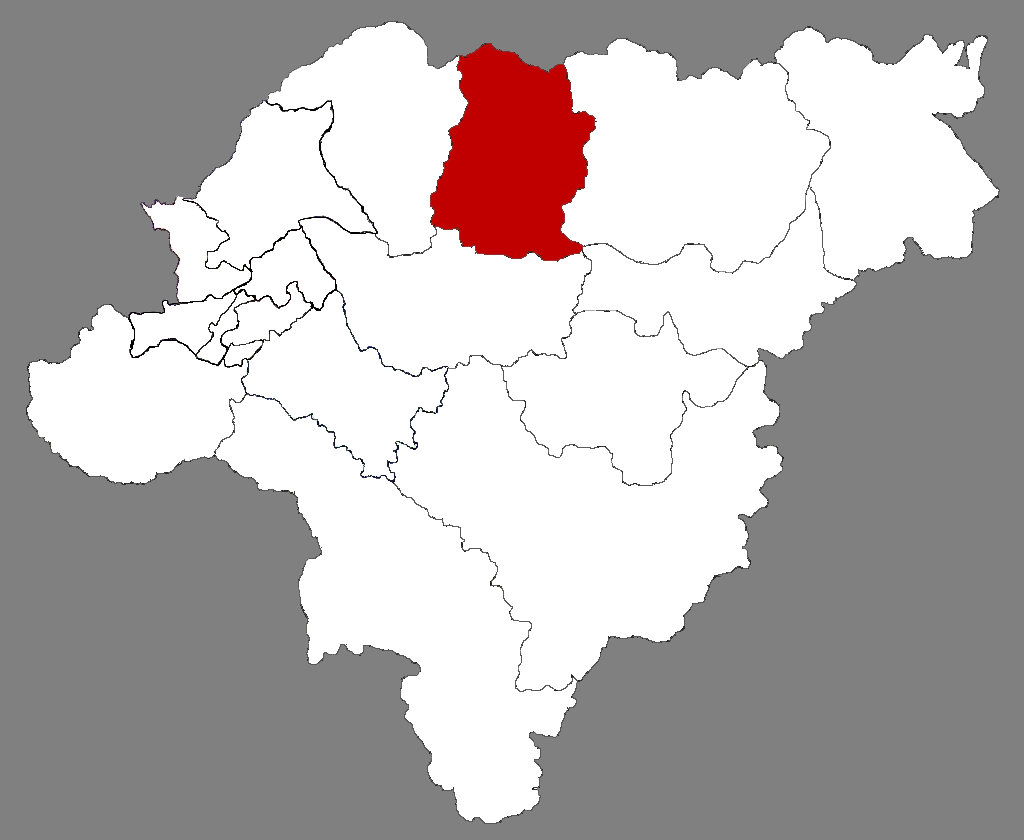
Ubicación del condado de Mulan en la ciudad de Harbin, Heilongjiang, China

El Condado de Mulán  (木兰县 ; pinyin : Mùlán Xiàn) es una subdivisión administrativa de la provincia china de Heilongjiang en la jurisdicción de la prefectura de Harbin.
Contaba con 256 302 habitantes en 1999.